# Isla Susü
Isla Susü (también escrito como «Isla Susu») es el nombre que recibe una isla fluvial paraguaya, que administrativamente pertenece al distrito de Caazapá, en el Departamento de Caazapá al sureste del país suramericano de Paraguay. Por sus humedales y bosques es objeto de especial protección legal, su cuidado es responsabilidad de la Secretaría del Ambiente Paraguaya y del Gobierno Municipal de Caazapá.